# Erriapo (satélite)
Erriapo, também conhecido como Saturno XXVIII, é um satélite natural prógrado de Saturno. Foi descoberto por Brett Gladman, John J. Kavelaars, et al. em 2000. Sua designação provisória foi S/2000 S 10. Foi nomeado em agosto de 2003 a partir de Erriapo, um gigante da mitologia gaulesa.
Erriapo tem cerca de 10 km de diâmetro (assumindo albedo de 0,06), e orbita Saturno a uma distância média de 17 611 400 km em 870,80 dias, com uma inclinação de 38,649° e uma excentricidade de 0,4676.
Erriapo é membro do grupo Gaulês de satélite irregulares, com órbitas similares e cores vermelha-claras. Pensa-se que se originou na quebra de um progenitor comum do grupo ou que foi um fragmento de Albiorix.